# Tanichthys albonubes
Tanichthys albonubes o también llamado neón chino es una especie de peces de la familia de los
Cyprinidae en el orden de los Cypriniformes.

## Morfología
- Los machos pueden llegar alcanzar los 4 cm de longitud total.[1][2]

## Alimentación y mantenimiento en acuarios
Come zooplancton y detritus aunque en cautividad admiten la comida en escamas.
Puede mantenerse en acuarios pequeños de 50 litros en adelante, la calidad no resulta ningún problema ya que aceptan cualquier tipo de estado de agua dulce. En el acuario la temperatura debe comprenderse entre los 18 y los 27 °C

## Comportamiento
Es un pez muy robusto y sociable que es muy recomendable para los principiantes en acuariofilia.

## Hábitat
Es un pez de agua dulce y de clima tropical. (18 °C-22 °C).Vive en arroyuelos de curso rápido.

## Reproducción
Es fácil. El desove tiene lugar sobre plantas de hojas finas y posteriormente los huevos caerán al fondo del acuario (los padres no se comen los huevos). Durante el desove deben estar a una temperatura de 25 °C. Los alevines pueden ser alimentados con productos artificiales específicos.

## Distribución geográfica
Se encuentra en China.